# Murbach
Murbach è un comune francese di 145 abitanti situato nel dipartimento dell'Alto Reno nella regione del Grand Est.
A Murbach sorge una celebre abbazia.

## Storia
La storia di Murbach è strettamente legata alla secolare abbazia che contraddistinse la sua realtà territoriale per quasi mille anni.
- Abbazia di Murbach

## Società

### Evoluzione demografica
Abitanti censiti

## Economia

### Turismo
Notevole la Chiesa Abbaziale di San Leodegario, fondata nel 727, che conserva della costruzione romanica parte della navata, il transetto, due poderose torri quadrate e l'abside; all'interno tomba trecentesca.